# Georg, hrabia Münster
Georg, hrabia Münster (niem. Georg Ludwig Friedrich Werner, Graf zu Münster; ur. 17 lutego 1776 w Gut Langelage, Bohmte, zm. 23 grudnia 1844 w Bayreuth) – niemiecki arystokrata, badacz kopalnych zwierząt, pionier paleontologii.

## Życiorys
Wraz z powstaniem Królestwa Bawarii wstąpił na służbę Wittelsbachów, uzyskując z czasem tytuły szambelana i radcy stanu. W wolnym czasie zajmował się poszukiwaniem i gromadzeniem szczątków prehistorycznych zwierząt. Zebrał imponującą kolekcję skamieniałości i innych kopalnych zabytków, które stworzyły zaczątek muzeum paleontologicznego w Monachium. Wraz z Georgiem A. Goldfussem pracował nad monumentalnym dziełem pt. Petrefacta Germaniae.